# Jahrhundertbücher
Jahrhundertbücher. Große Theorien von Freud bis Luhmann ist der Titel eines Sammelbands, der im Jahr 2000 von Walter Erhart und Herbert Jaumann im Verlag C. H. Beck herausgegeben wurde. Es sammelt Werke, in denen bedeutende sozialwissenschaftliche Theorien im 20. Jahrhundert entwickelt wurden.
Dem Buch voraus ging eine Vortragsreihe an der Universität Greifswald, die im Wintersemester 1998/99 und Sommersemester 1999 stattfand. Sie hatte das Rahmenthema Bücher des Jahrhunderts – Theorien des 20. Jahrhunderts.
Zur getroffenen Auswahl heißt es im Vorwort:
„Wie jede Liste dieser Art ist auch diese Zusammenstellung von Theorien des 20. Jahrhunderts anfechtbar - es gehört aber zu den Wirkungen, die wir diesem Band wünschen, wenn er Fragen danach provoziert, mit welchen anderen Schwerpunkten und Büchern man eine andere, vielleicht alternative Liste aufstellen könnte oder müsste.“

## Liste
1. Sigmund Freud (1900): Die Traumdeutung
2. Edmund Husserl (1900/1901): Logische Untersuchungen
3. Oswald Spengler (1918/1922): Der Untergang des Abendlandes
4. Ludwig Wittgenstein (1921): Tractatus Logico-Philosophicus
5. Max Weber (1921/1922): Wirtschaft und Gesellschaft
6. Martin Heidegger (1927): Sein und Zeit
7. Carl Schmitt (1927): Der Begriff des Politischen
8. Arnold Gehlen (1940): Der Mensch
9. Jean-Paul Sartre (1943): Das Sein und das Nichts
10. Max Horkheimer & Theodor W. Adorno (1947): Dialektik der Aufklärung
11. Simone de Beauvoir (1949): Das andere Geschlecht
12. Michail Bachtin (1895–1975), russischer Literaturwissenschaftler
13. Claude Lévi-Strauss (1949): Die elementaren Strukturen der Verwandtschaft
14. Georg Lukács (1954): Die Zerstörung der Vernunft
15. Hans-Georg Gadamer (1960): Wahrheit und Methode
16. Thomas S. Kuhn (1962): Die Struktur wissenschaftlicher Revolutionen
17. Michel Foucault (1966): Die Ordnung der Dinge
18. Jacques Derrida (1967): Grammatologie
19. Pierre Bourdieu (1972): Entwurf einer Theorie der Praxis
20. Jürgen Habermas (1981): Theorie des kommunikativen Handelns
21. Niklas Luhmann (1997): Die Gesellschaft der Gesellschaft

## Ausgabe
- Walter Erhart & Herbert Jaumann (Hrsg.): Jahrhundertbücher. Große Theorien von Freud bis Luhmann. Beck’sche Reihe 1398. Beck, München 2000, ISBN 3-406-45938-2